# Haworthia integra
Haworthia integra är en grästrädsväxtart som beskrevs av Karl von Poellnitz. Haworthia integra ingår i släktet Haworthia och familjen grästrädsväxter.

## Underarter
Arten delas in i följande underarter:
- H. i. integra
- H. i. standeri